# Erreway: 4 caminos
Erreway: 4 Caminos (Em português "Erreway - 4 Caminhos") é um filme de cinema argentino de 2004, estrelado pela banda argentina Erreway.
Foi filmado em Buenos Aires e no nordeste argentino durante os meses de janeiro e fevereiro de 2004. É um "road movie, ou seja, a história do filme se passa inteiramente durante uma viagem através do país. Erreway: 4 Caminos entrou em cartaz simultaneamente na Argentina e Israel, em 1º de julho de 2004. Para promover o filme, ele foi exibido em Tucumán, Salta, Neuquén, Rosário, Córdoba e Mendoza, na Argentina. A produção foi vendida para Israel, Peru, Brasil, República Dominicana e Equador. No Brasil, o filme foi exibido pela HBO Family, porém, legendado.
Erreway: 4 Caminos foi produzido por RGB Entertainment e Viva Contenidos S.A., distribuído por FilmSuez Cine Comunicación.

## Sinopse
O amor e a amizade são os protagonistas desta história em que quatro adolescentes com sua música e um empresários mais irresponsável que eles, atravessam as rotas argentinas em uma viagem enlouquecida, sem dinheiro, deixam para atrás uma vida cômoda e segura para lançarem-se na aventura de conquistar um país e se disporem a conhecer através de sua música, com a única ilusão de alcançar seus sonhos, desta maneira, Mia, Marizza, Pablo, Manuel e Benito, o empresário deles, conhecem povos insólitos, paisagens incríveis e personagens de todo o tipo. Salvam inumeráveis obstáculos, correm perigo e arriscam suas próprias vidas em árduo caminho de realizar um sonho. A chegada inesperada de um bebê, os surpreende ameaçando todos seus projetos para finalmente se tornarem em uma de suas maiores alegrias. Assim, junto com este bebê que invade com todo seu amor e Benito - um homem que oculta um coração de criança tão rebelde como eles - vão muito mais além dos medos, fracassos e sucessos, na viagem mais importante de suas vidas, viagem que finalmente, os levarão a compreender que no amor e na amizade que os une, há uma única verdade: essa força capaz de transformar tudo.

## Elenco
| Ator                | Papel                |
| ------------------- | -------------------- |
| Luisana Lopilato    | Mía                  |
| Felipe Colombo      | Manuel               |
| Camila Bordonaba    | Marizza              |
| Benjamín Rojas      | Pablo                |
| Roly Serrano        | Benito               |
| Claudio Rissi       | "El tano" Angioletti |
| Carla Pandolfi      | Candela (Adulta)     |
| Francisco Nardi     | Dr. Agüero           |
| Gino Renni          | Tomás J. Cóspito     |
| Camila Majtanksy    | Candela (1 ano)      |
| Micaela Majtansky   | Candela (1 ano)      |
| Valentina Carlos    | Candela (Bebê)       |
| Fernando Alvarez    | Capanga 1            |
| Hernán Jiménez      | Capanga 2            |
| Jorge Noya          | Capanga 3            |
| Mario Paolucci      | Cliente do cabaré    |
| Mosquito Sancinetto | Travesti preso       |
| Gabriel Galíndez    |                      |
| Claudio Torres      | Cliente de cabaré    |
| Silvia Geijo        |                      |
| Martín Borisenko    | Pedro                |
| Pía Uribelarrea     |                      |
| Guido Núñez         | Porteiro do hotel    |

## DVD
O DVD do filme Erreway: 4 Caminos foi lançado em 21 de outubro de 2004.

### Extras do DVD
- Seleção de Cenas
- Sinopse
- Trailer
- EPK
- Backstage
- Videoclipes:

Memoria
Vas a Salvarte
Será de Dios
- Comentários da filmagem
- Ficha Técnica
- Ficha Artística
- Galeria de Fotos

## Trilha sonora
Memoria é o 3º e último álbum do grupo argentino Erreway, gravado em estúdio com 4 integrantes. As canções fazem parte da trilha do filme Erreway: 4 Caminos, lançado em 1º de Julho de 2004, nos cinemas argentinos e israelenses. Contém 11 temas musicais. O single foi "Memoria" e assim sendo, o último clipe lançado da banda. Este álbum é considerado pelos integrantes do grupo como o melhor de todos. Contém canções mais maduras e tem uma melhor participação dos integrantes. O álbum chegou a marca de 500 mil cópias vendidas na América do Sul.

## Faixas
1. Memoria
2. Solo Sé
3. De Aqui De Allá
4. Asignatura Pendiente
5. No Hay Que Llorar
6. Dáme
7. Bandera Blanca
8. Mañana Habrá
9. Vivo Como Vivo
10. Perdiendo Ganando
11. Que Se Siente